# Атертон, Гертруда
Гертруда Франклин Горн Атертон (англ. Gertrude Franklin Horn Atherton; 30 октября 1857, Сан-Франциско, Калифорния — 14 июня 1948, там же) — американская писательница и киносценарист. Феминистка. Член Американской академии искусств и литературы.

## Биография
После развода родителей, с двухлетнего возраста воспитывалась в семье Стивена Франклина, деда по материнской линии, родственника Бенджамина Франклина.
Окончила школу Святой Марии в г. Бениша.
С 1930 года придерживалась антикоммунистических взглядов. Не поддерживала ни фашизм, ни коммунизм, хотя считала коммунизм бо́льшим злом.
Во время гражданской войны в Испании (1936—1939) поддерживала франкистов.
Умерла от инсульта.

## Творчество
Литературный дебют Г. Атертон состоялся в 1886 году. Автор романов, рассказов, киносценариев, в основном, посвящённых социальной истории Калифорнии, исследованию истории и культуры испанской Калифорнии. Ей также принадлежит ряд очерков и статей в журналах и газетах по вопросам феминизма, политики и войны.
Хорошо знакомая с тяжелым положением женщин, многие свои произведения посвятила столкновению личностей мужчины и женщины, человеческим отношениям.
Использовала псевдонимы Асмодей, Фрэнк Лин.
Творчество Г. Атертон сравнивали с творчеством Г. Джеймса и Э. Уортон.

## Избранные произведения
- What Dreams May Come (1888)
- Hermia Suydam (1889)
- Los Cerritos (1890)
- A Questions of Time (1891)
- The Doomswoman (1893)
- Before the Gringo Came (1894)
- A Whirl Asunder (1895)
- His Fortunate Grace (1897)
- Patience Sparhawk and Her Times (1897)
- American Wives and English Husbands (1898)
- The Californians (1898)
- The Valiant Runaways (1898)
- A Daughter of the Vine (1899)
- Senator North (1900)
- The Aristocrats (1901)
- The Conqueror, Being the True and Romantic Story of Alexander Hamilton (1902)
- Heart of Hyacinth (1903)
- Mrs. Pendleton’s Four-in-Hand (1903)
- Rulers of Kings (1904)
- The Bell in the Fog, and Other Stories (1905)
- The Travelling Thirds (1905)
- Rezanov (1906)
- Ancestors (1907)
- The Gorgeous Isle (1908)
- Tower of Ivory (1910)
- Julia France and Her Times (1912)
- Perch of the Devil (1914)
- California, An Intimate History (1914)
- Life in the War Zone (1916)
- Mrs. Belfame (1916)
- The Living Present (1917)
- The White Morning: a Novel of the Power of the German Women in Wartime (1918)
- The Avalanche: A Mystery Story (1919)
- Transplanted (1919)
- The Sisters-in-Law: A Novel of Our Times (1921)
- Sleeping Fires (1922)
- Black Oxen (1923)
- The Crystal Cup (1925)
- The Immortal Marriage (1927)
- The Jealous Gods, A Processional Novel of the Fifth Century B.C. (1928)
- Dido: Queen of Hearts (1929)
- The Sophisticates (1931)
- Adventures of a Novelist (1932)
- The Foghorn: Stories (1934)
- California: An Intimate History (1936)
- Golden Peacock (1936)
- Rezánov and Doña Concha (1937)
- Can Women Be Gentlemen? (1938)
- The House of Lee (1940)
- The Horn of Life (1942)
- The Conqueror (1943)
- Golden Gate Country (1945)
- My San Francisco (1946)

Автор около 10 киносценариев.

## Избранная фильмография
- 1917 — Миссис Балфам / Mrs. Balfame
- 1918 — Женщина-пантера / The Panther Woman
- 1919 — Лавина / The Avalanche
- 1920 — Из бури / Out of the Storm
- 1921 — Не пренебрегайте вашей женой / Don’t Neglect Your Wife
- 1923 — Чёрные быки / Black Oxen
- 1927 — Perch of the Devil (короткометражный)
- 1933 — Обвиняемая /The Woman Accused
- 1952 — Fireside Theatre (телесериал)
- 1958 — Альфред Хичкок представляет (телесериал) / Alfred Hitchcock Presents

## Награды
- Золотая медаль Международной академии наук и литературы Италии
- Орден Почётного Легиона (1925)